# Cine romántico

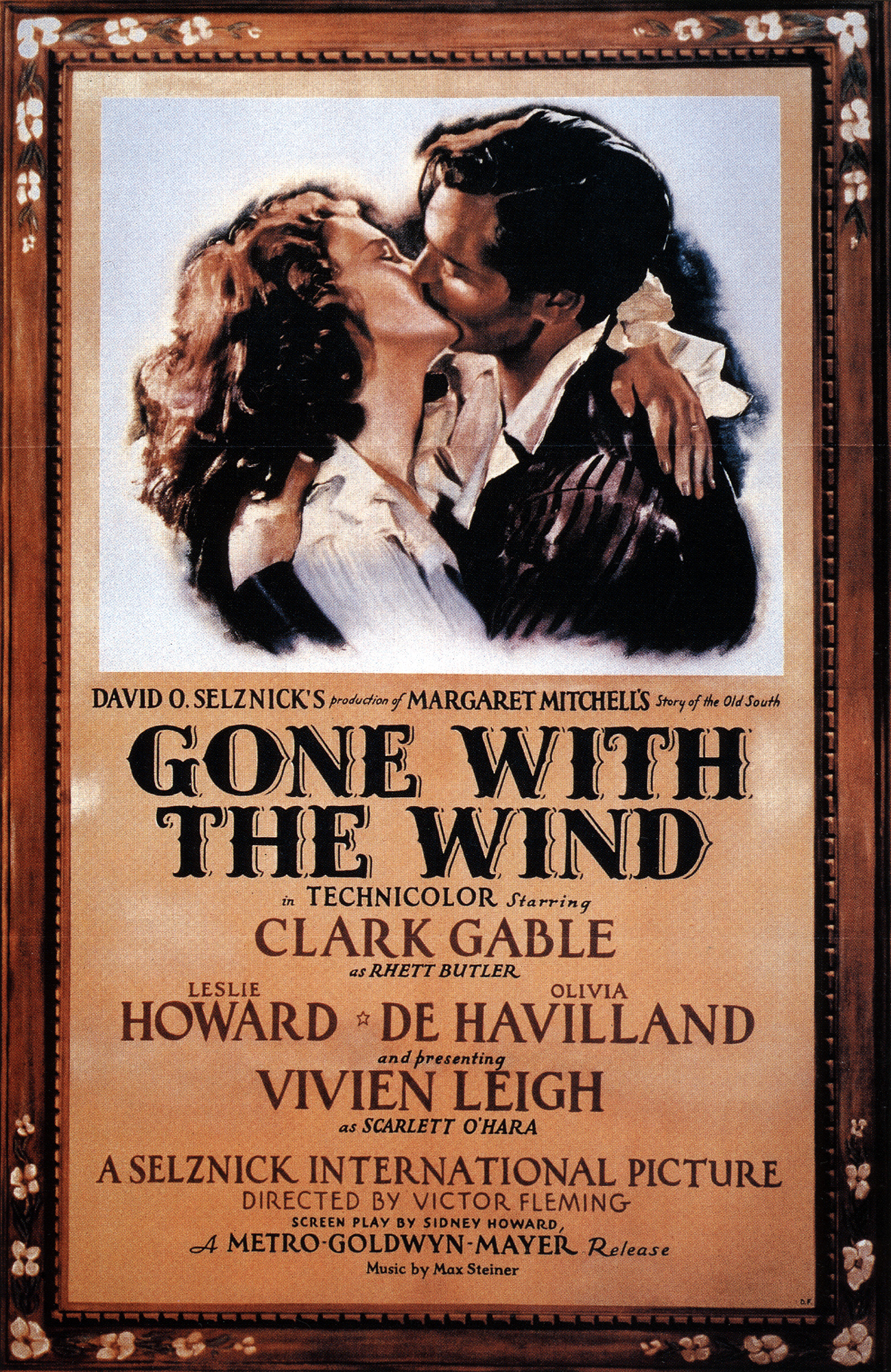
Cartel promocional de Lo que el viento se llevó (1939).

El cine romántico es un género cinematográfico que se caracteriza por retratar argumentos construidos de eventos y personajes relacionados con la expresión del amor y las relaciones románticas. El cine romántico se centra en la representación de una historia amorosa de dos o más participantes, la cual atraviesa las principales etapas de la concepción del amor como el cortejo y el matrimonio. 
Este género cinematográfico frecuentemente explora elementos clave en la concepción popular del amor, construyendo su argumento a partir de situaciones como el amor a primera vista, el amor cronológicamente discordante (amor entre una persona de edad joven y una persona de edad madura), el amor trágico, el amor destructivo, el apasionado amor sexual, el amor homoerótico y el amor imposible. El cine romántico se caracteriza por retratar una historia de amor o la búsqueda del amor como argumento principal del filme, apoyándose en situaciones ajenas al argumento principal que obstaculizarían la continuidad del amor entre la pareja que estelariza el argumento del filme. Como obstáculos amorosos se incluye la percepción de un amor imposible, la infidelidad, la incompatibilidad amorosa, el amor-odio, la enfermedad, el dinero, la discriminación social y la intervención de personas que pretenden terminar con el amor de la pareja.

## Historia

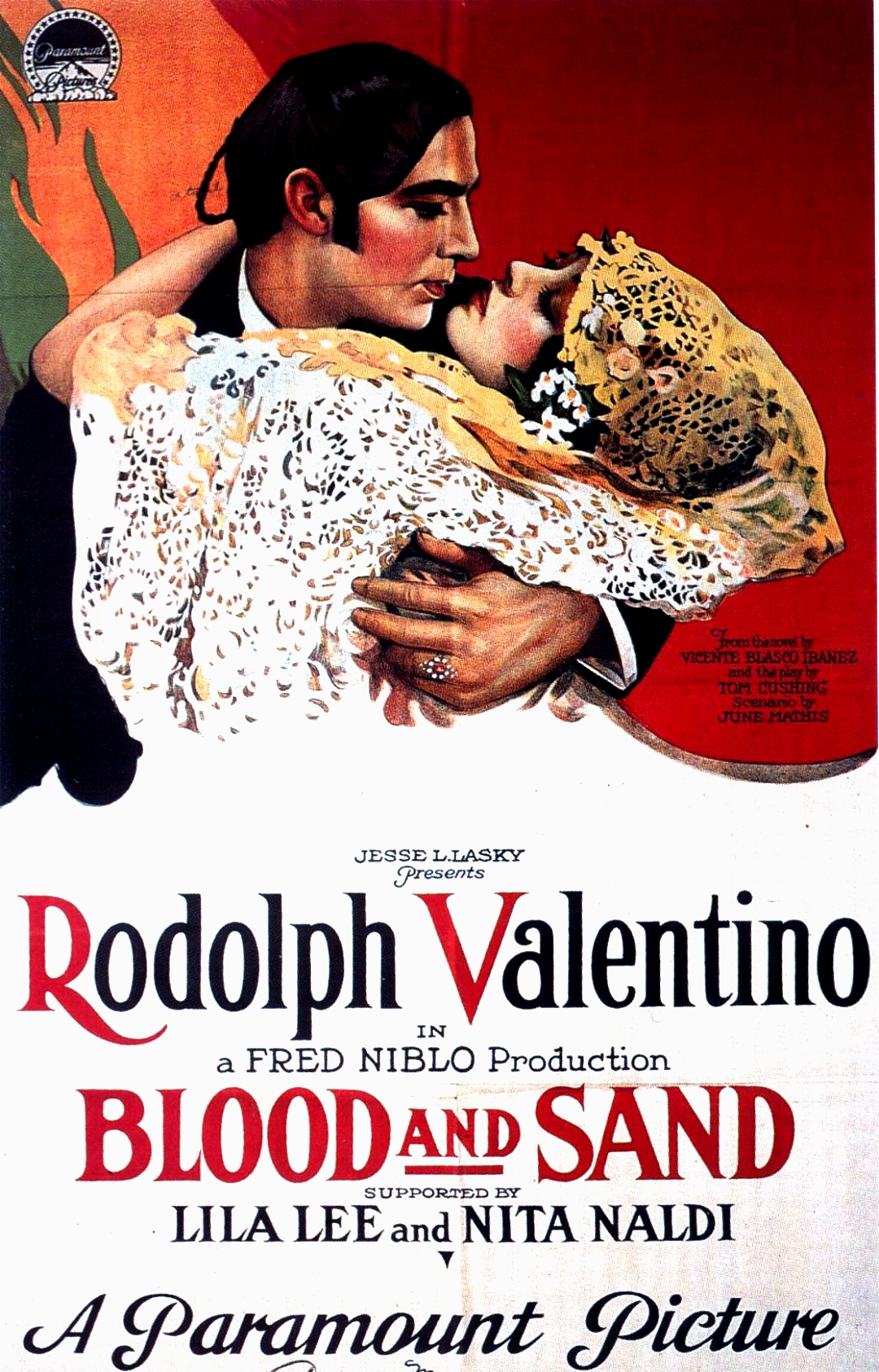
Promocional de Sangre y arena (1922) con Rodolfo Valentino.

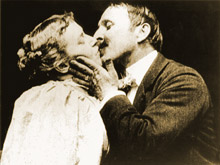
Fotograma de Der Kuss (1896).

Una de las primeras obras fílmicas considerada como cine romántico fue el cortometraje de 1896 de William Heise, Der Kuss (The Kiss, El Beso); este breve cortometraje protagonizado por May Irwin y John Rice únicamente muestra a ambos actores dándose un beso en los labios.
Con la entrada del siglo XX, el amor se popularizó en las pantallas. La temática del amor entre dos personas se comercializó y comenzaron a surgir numerosos títulos fílmicos que retrataban el amor durante las primeras tres décadas del siglo XX en el periodo del cine mudo. Algunos títulos del cine mudo que incluyeron al amor como argumento principal fueron Camille (1915) dirigida por Albert Capellani, Intolerancia (1916) dirigida por David Wark Griffith, Male and Female (1919) dirigida por Cecil B. DeMille, Los cuatro jinetes del Apocalipsis (1921) dirigida por Rex Ingram, El jorobado de Notre Dame (1923) dirigida por Wallace Worsley y The Garden of Eden (1928) dirigida por Lewis Milestone.
El cine romántico obtuvo gran popularidad con la llegada del cine sonoro, lo que permitió un mayor entendimiento de la audiencia y un aumento en la complejidad de la producción fílmica. A partir de los años 1930, se comienzan a producir nuevos filmes sonoros (normalmente basados en novelas existentes) que comienzan a tener una mayor complejidad porque incluían diálogos más extensos y música que acompaña el ambiente de la película. Algunos títulos notables de las décadas de los 30 y 40 incluyen: Chained (1934) dirigida por Clarence Brown, Camille (1936) dirigida por George Cukor y The Philadelphia Story (1940) dirigida por George Cukor. En los años 1930 florece un subgénero de la cinematografía romántica, la comedia romántica con obras exponentes como: It Happened One Night (1934) y Bringing Up Baby (1938).
Es en los años 50 cuando el cine romántico alcanza su mayor auge durante la producción fílmica de la época dorada de Hollywood. Este periodo es el tiempo en el que aparecieron y se desarrollaron nuevos géneros del cine romántico como el thriller romántico, el chick flick, la comedia romántica y el drama romántico.

## Subgéneros
- Chick flick: Es un subgénero del cine romántico que se caracteriza por retratar a personajes femeninos principales dentro de roles sociales activos, los cuales frecuentemente evidencian un carácter feminista. El chick flick es destinado al consumo femenino; por tal razón siempre presenta a mujeres de carácter fuerte que triunfan en el ámbito personal al sobresalir y conseguir el amor deseado. También es característico dentro del chick flick los argumentos de la amistad entre mujeres, el amor hacia un varón atractivo y algunos elementos de la comedia.[3] Algunos títulos son: Dirty Dancing (1987), 13 Going on 30 (2004), P.S. I Love You (2007), 27 Dresses (2008), Dear John (2010) y The Lucky One (2012).[4]

- Comedia Romántica: Es un subgénero del cine romántico que se caracteriza por presentar una historia de amor en la que intervienen elementos de la comedia (normalmente comedia verbal).[5] Existen distintas variantes que pueden estar enfocadas a géneros como la comedia musical, el cine de acción, etc. Dentro de la comedia romántica existen ejemplos como Hechizo de luna (1987) y When Harry Met Sally... (1989). Dentro de la comedia musical romántica se encuentran películas como Gigi (1958) y Enchanted (2007). Existe una variante moderna denominada comedia romántica de acción en la que se incluyen películas como  Mr. & Mrs. Smith (2005) y Knight and Day (2010).

- Drama Romántico: Es un subgénero del cine romántico que se caracteriza por presentar un argumento amoroso de carácter serio en el que se resalta la pasión amorosa entre la pareja que aparece en la película. No lanza ideas anticipadas a la audiencia sobre la concepción o finalización de la relación amorosa de la pareja en la película (normalmente terminando en un final inesperado en el que no se concreta la relación amorosa por la partida o muerte de alguno de los amantes) y utiliza música para indicar el estado de ánimo en los personajes. Algunos títulos incluyen: Casablanca (1942), Love Story (1970),  Last Tango in Paris (1972), New York, New York (1977), Ghost (1990), Titanic (1997) y City of Angels (1998).

- Thriller romántico: Es un subgénero del cine romántico que se caracteriza por presentar una historia de amor que se combina con elementos del cine thriller. Algunos ejemplos son: The Bodyguard (1992), The Phantom of the Opera (2004), Wicker Park (2004) y Twilight (2008).